# Rio Xarrama
O Rio Xarrama é um rio de Portugal que nasce a noroeste de Évora e é um afluente da margem direita do rio Sado, na freguesia do Torrão.
O Xarrama está inserido na Bacia Hidrográfica do Sado, sendo o maior afluente do mesmo.
[carece de fontes?]

## Afluentes
Alguns dos afluentes do rio Xarrama, seguidos do respectivo distrito:
- Ribeira do Aguilhão, Évora.
- Ribeira da Fragosa, Évora.
- Ribeira da Carrasona, Beja.
- Ribeira do Regedor, Évora.
- Ribeira da Faleira, Évora.

## Curso

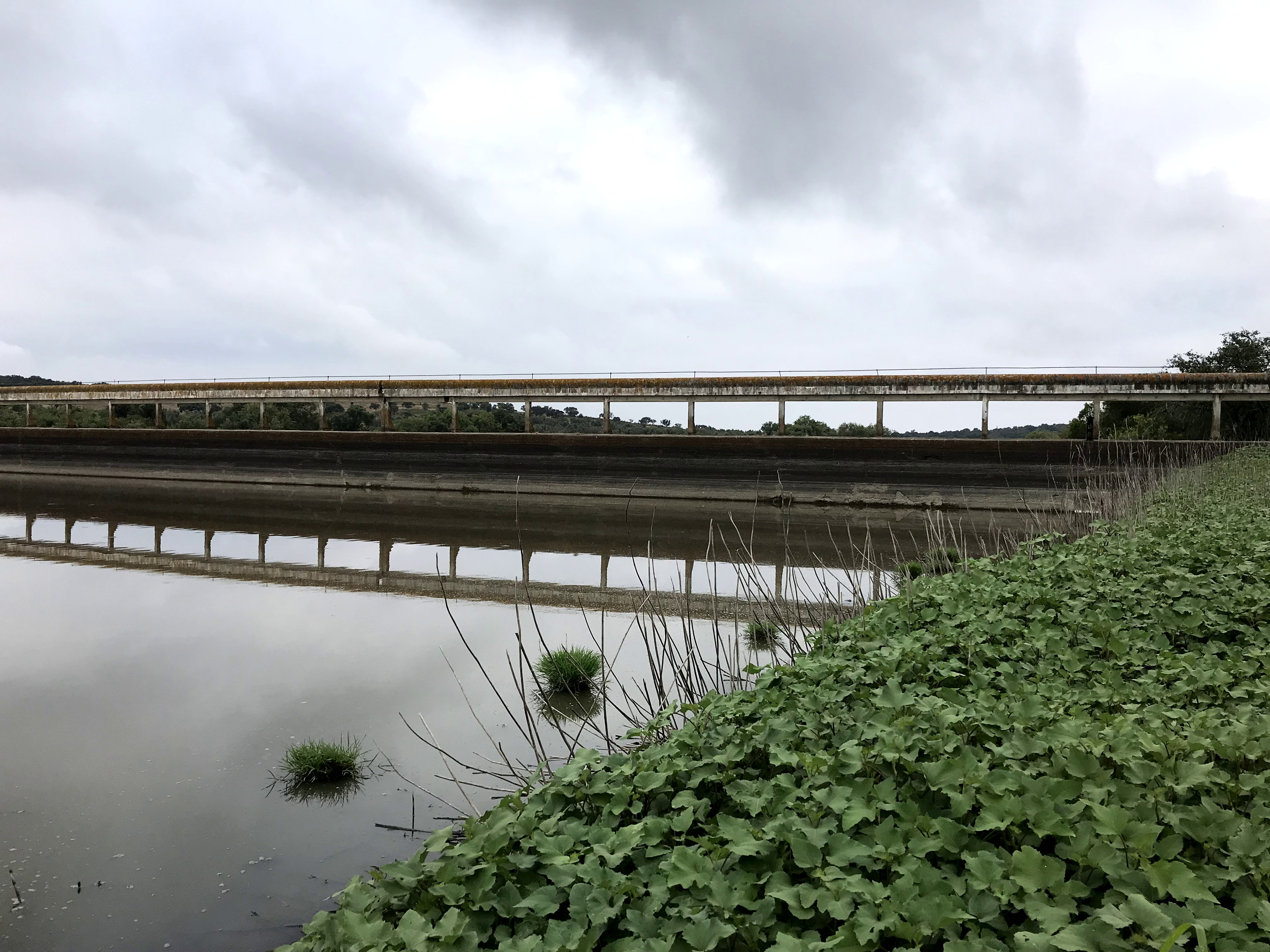
Vista parcial do paredão da barragem de S. Brissos (tirada do lado do distrito de Évora, Município de Viana do Alentejo, Freguesia Alcáçovas)

### Curso

#### Barragem de São Brissos
38° 19' 45" N 8° 9' 10" O
Alguns metros antes de entrar no distrito de Setúbal, no ponto em que une também os distritos de Évora e Beja, tocando a salaciana freguesia do Torrão, o curso do Xarrama é marcado pela Barragem de São Brissos.

#### Barragem Trigo de Morais
38° 14' 51" N 8° 17' 42" O
Pouco depois do rio passar ao lado da vila do Torrão, começa a surgir a albufeira criada pela Barragem Trigo de Morais, nome dado em homenagem a este engenheiro à Barragem de Vale do Gaio, em 5 de Dezembro de 1951.

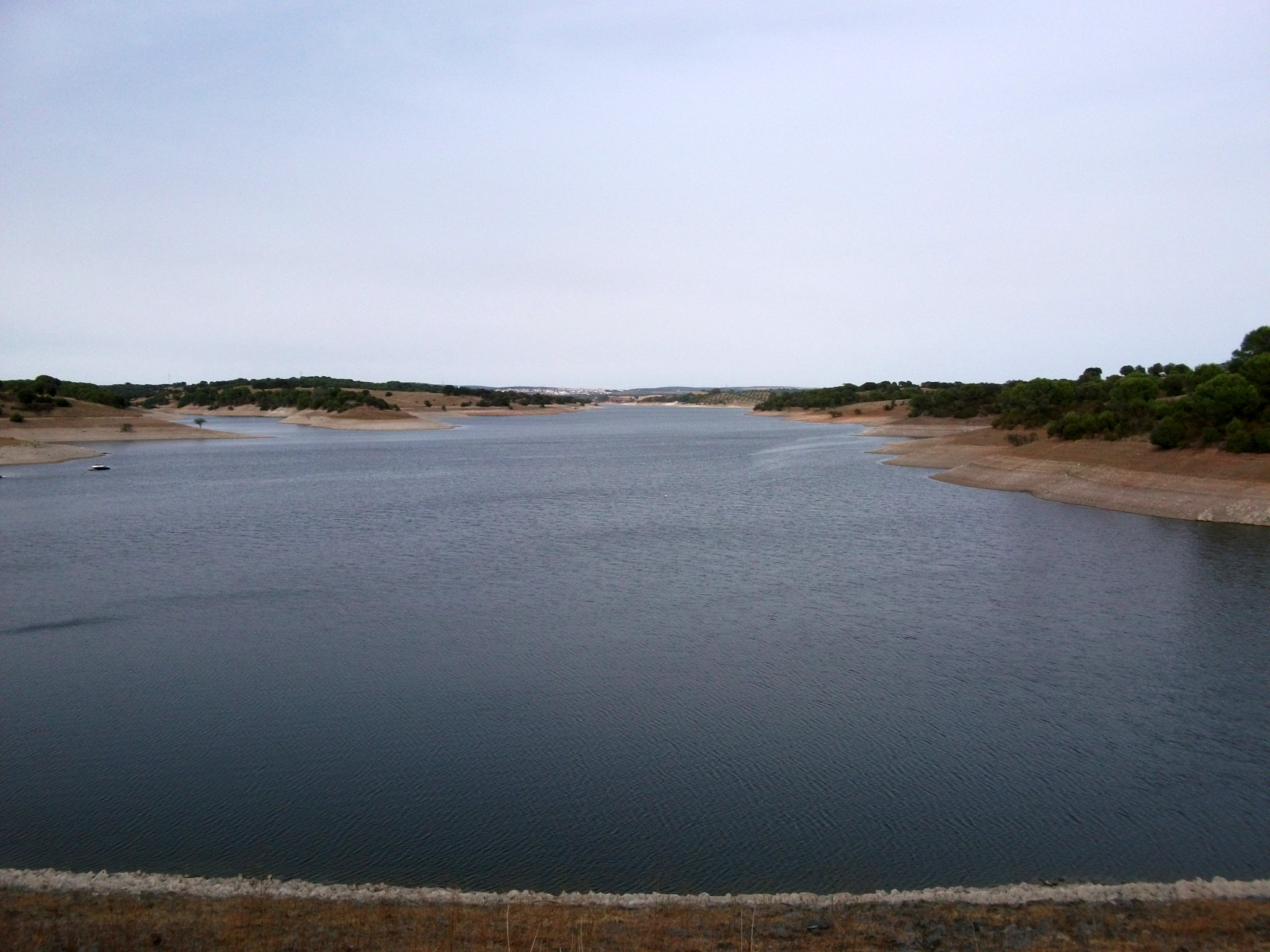
Vista parcial da albufeira criada pela Barragem Trigo de Morais, no Torrão

### Foz
38° 14' 39" N 8° 19' 47" O
Ainda na freguesia do Torrão, o Xarrama desagua no Rio Sado.

## Espécies
São várias as espécies de peixes já encontradas no rio Xarrama:
No trajeto entre Évora e Viana do Alentejo:
- Cyprinus carpio
- Barbus bocagei

Próximo de Torrão:
- Carassius auratus
- Cyprinus carpio
- Gambusia holbrooki
- Lepomis gibbosus
- Squalius alburnoides
- Micropterus salmoides
- Barbus bocagei

Barragem Trigo de Morais (Barragem de Vale do Gaio):
- Chondrostoma sp.
- Micropterus salmoides
- Squalius pyrenaicus
- Tinca tinca
- Barbus bocagei
- Squalius sp.
- Carassius auratus
- Cyprinus carpio
- Híbrido de Cyprinus carpio e Carassius auratus
- Chondrostoma polylepis
- Lepomis gibbosus